# Verbandsliga 1923-1924
L'edizione 1923-24 della Verbandsliga vide la vittoria finale del Norimberga.
Capocannoniere del torneo furono Luitpold Popp (Norimberga) e Erich Roßburg (SpVgg 1899 Lipsia-Lindenau), con 3 reti.

## Partecipanti
| Squadra                    | qualificata come                                        |
| VfB Königsberg             | Campione del Baltischen Rasensport-Verbandes            |
| Vereinigte Breslauer Spfr. | In rappresentanza del Südostdeutschen Fußballverbandes  |
| Berliner TuFC Alemannia 90 | Campione del Verbandes Brandenburger Ballspielvereine   |
| SpVgg 1899 Lipsia-Lindenau | Campione del Verbandes Mitteldeutscher Ballspielvereine |
| Amburgo                    | Campione del Norddeutschen Fußballverbandes             |
| Duisburger SpV             | Campione del Westdeutschen Spielverbandes               |
| Norimberga                 | Campione del Verbandes Süddeutscher Fußballvereine      |

## Fase finale

### Quarti di finale
| Berliner TuFC Alemannia 90 | 1 – 6 | Norimberga |

| Vereinigte Breslauer Spfr. | 0 – 3 | Amburgo |

| SpVgg 1899 Lipsia-Lindenau | 6 – 1 | VfB Königsberg |

Duisburger SpV direttamente alle semifinali

### Semifinali
| Norimberga | 3 – 1 | Duisburger SpV |

| Amburgo | 1 – 0 | SpVgg 1899 Lipsia-Lindenau |

### Finale
| Norimberga | 2 – 0 | Amburgo |

## Verdetti
- 1. FC Norimberga campione della Repubblica di Weimar 1923-24.